# Wintersbourg
 Wintersbourg  es una comuna  y población de Francia, en la región de Lorena, departamento de Mosela, en el distrito de Sarrebourg y cantón de Phalsbourg.
Su población en el censo de 1999 era de 180 habitantes.
Está integrada en la Communauté de communes du Pays de Phalsbourg .

## Demografía
| 198 | 214 | 217 | 188 | 164 | 180 |
| Para los censos de 1962 a 1999 la población legal corresponde a la población sin duplicidades (Fuente: INSEE [Consultar]) |     |     |     |     |     |